# Matiné
Matiné (z matinée, francouzsky „dopoledne“) je kulturní a jiná společenská akce konaná dopoledne. Na rozdíl od francouzštiny, kde je toto slovo ženského rodu, se v češtině pro „matiné“ vžil střední rod.

## Význam výrazu
Jako matiné se běžně označuje dopolední kulturní akce. Snad nejznámější matiné je Novoroční koncert Vídeňských filharmoniků, který začíná vždy 1. ledna v 11.15 hod., trvá ovšem do odpoledních hodin.
V přeneseném významu může matiné označovat i dopolední společenskou událost, setkání bez kulturního podtextu. Dalším možným významem je kulturní akce konaná dříve než v obvyklou večerní dobu (např. odpolední koncert). V tomto případě ani sousloví dopolední matiné nemusí být hodnoceno jako pleonasmus. Příkladem jsou operní představení v Metropolitní opeře v New Yorku, která začínají v sobotu ve 13 hod. místního času, přesto jsou označována jako „matiné“. Zhruba jednou za měsíc jsou tato představení přenášena ve vlastní režii operního domu do kin v cca 70 zemích světa včetně Česka.

## Související termín
- Soiré nebo též soirée – společenský večer